# Pardosa altitudis
Pardosa altitudis är en spindelart som beskrevs av Benoy Krishna Tikader och C.L. Malhotra 1980. Pardosa altitudis ingår i släktet Pardosa och familjen vargspindlar. Inga underarter finns listade i Catalogue of Life.